# Johannes Schenck
Johannes Schenck   (Amsterdam, 1660 (<3 de juny de 1660) - c. 1712) fou un concertista de viola i compositor alemany.
Schenck va néixer a Amsterdam i es va batejar en una església catòlica oculta. Es va convertir en un reconegut intèrpret de viola da gamba. Les seves composicions van incloure música per a un Singspiel neerlandès, Bacchus, Ceres en Venus, que pot afirmar ser la primera òpera en neerlandès i de la qual es van publicar cançons el 1687, així com sèries d'obres altament virtuoses per a la viola da gamba que va donar un impuls important per al desenvolupament d'aquest instrument. Al voltant de 1696 va acceptar un nomenament a la cort de Johann Wilhelm, elector del Palatinat de Düsseldorf. Després de la mort de Johann Wilhelm el 1716, el tribunal electoral es va traslladar a Mannheim.
Hi ha certa incertesa sobre la data de la mort de Schenck, ja que no es troba cap menció als registres de l'església protestant de Düsseldorf o als registres de les parròquies i cementiris d'Amsterdam. La seva darrera obra coneguda publicada va aparèixer el 1712. Ja no es menciona a la llista de músics de la cort compilats el 1717.

## Obres per a viola de gamba
- Konstoeffeningen;
- Scherzi musicali;
- La Ninfa del Reno;
- Les fantaisies bizarres de la goutte;
- Il jardino armonico, etc...